# Luci Volcaci Tul·lus (cònsol 66 aC)
Luci Volcaci Tul·lus (llatí: Lucius Volcatius Tullus) va ser un magistrat romà del segle i aC. Formava part de la gens Volcàcia, una gens romana d'origen plebeu.
Va ser cònsol l'any 66 aC junt amb Mani o Marc Emili Lèpid. Ciceró, en el seu discurs defensant Gneu Planci, en parla com d'un home que inicialment va fracassar en l'elecció com a edil curul quan en tenia l'edat, però finalment va obtenir els més alts honors de l'estat.
Volcaci no va tenir gaire presència en els afers públics i sempre va ser un polític moderat que preferia la tranquil·litat. Va donar suport a Ciceró l'any 63 aC i va defensar el càstig capital contra els catalinaris. L'any 56 aC, en la discussió sobre la restauració de Ptolemeu XII Auletes al tron egipci, va estar a favor de confiar aquesta feina a Gneu Pompeu Magne, que havia retornat vencedor d'Orient. El 54 aC va ser un dels consulars que va donar suport a Marc Emili Escaure quan va ser portat a judici aquell any. A la Segona guerra civil, l'any 49 aC, va decidir no prendre part en la lluita i es va mantenir neutral i en silenci, sense sortir d'Itàlia. L'any 46 aC Ciceró diu que era enemic de Marc Claudi Marcel quan aquest va ser perdonat per Juli Cèsar. Va tenir dos fills, Gai Volcaci Tul·lus i Luci Volcaci Tul·lus, cònsol l'any 33 aC.